# Castelo d'Écouen

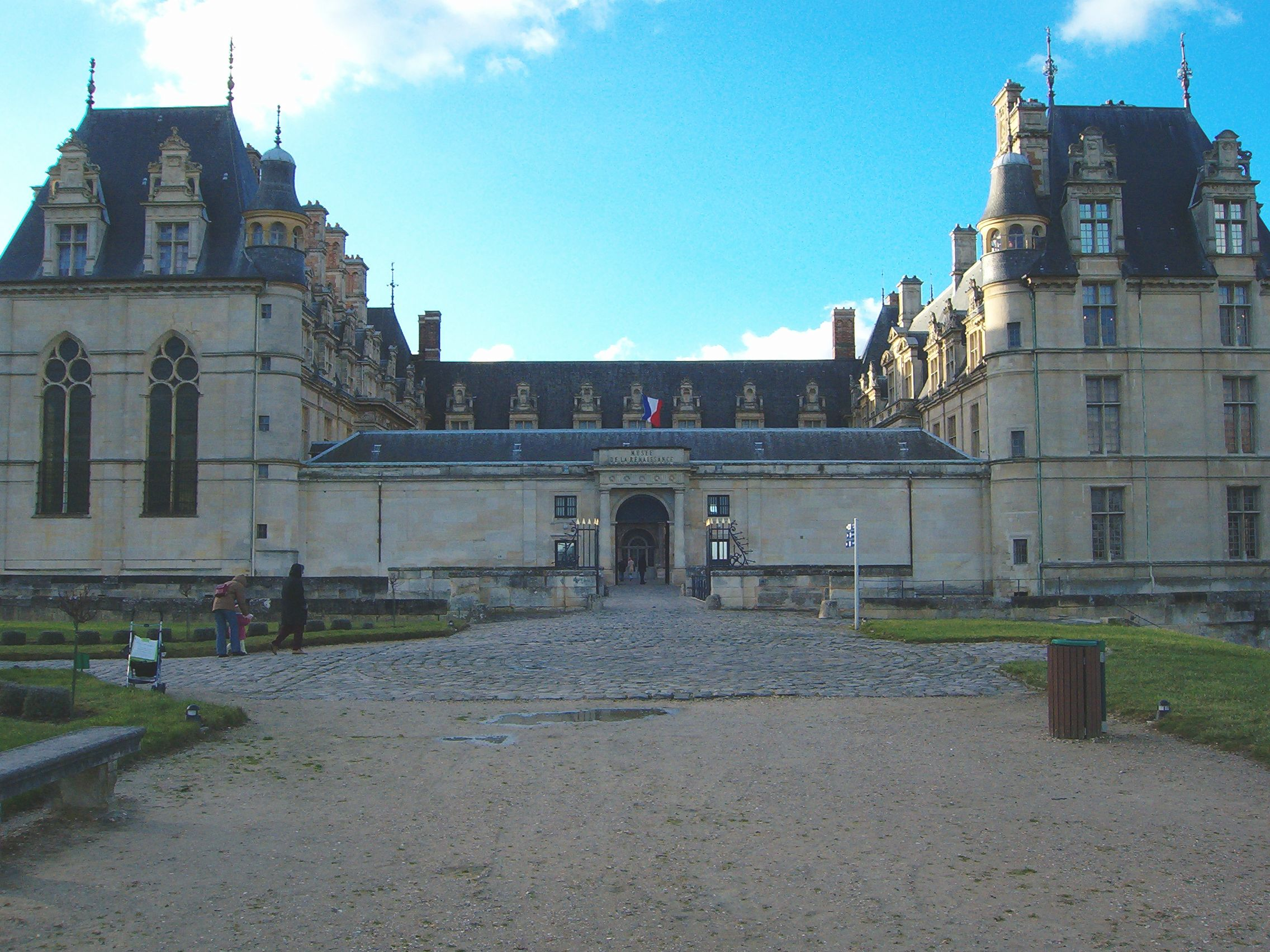
Fachada do Château d'Écouen.

O Château d'Écouen é um palácio francês situado em Écouen, a norte de Paris. Foi construído entre 1538 e 1550 para Anne de Montmorency, nomeado connétable (chefe dos exércitos Reais) em 1538, o qual havia herdado o domínio em 1515.
Actualmente acolhe o Musée national de la Renaissance (Museu nacional da Renascença).

## História
As campanhas de construção de Anne de Montmorency em Écouen beneficiaram da sua experiência directa na supervisão dos trabalhos Reais no Château de Saint-Germain-en-Laye e no Château de Fontainebleau.
O arquiteto que projetou o edifício foi Jean Bullant em 1540 seguindo a ordem coríntia derivada em grande parte do templo romano de Castor e Pólux. Jean Bullant também foi contratado para desenhar o túmulo do Grande Condestável. Anne de Montmorency era um importante patrono das artes em França e um protector dos artistas Huguenotes, num periodo em que a Corte era fortemente Católica: a sua capela foi decorada com esculturas de Jean Goujon. Jean Bullant, Barthlémy Prieur, Bernard Palissy e alguns membros da família Androuet du Cerceau encontraram protecção e trabalho em Écouen.
Infelizmente, não sobreviveu qualquer registo do processo de construção, pelo que a sequência precisa da construção não pode ser seguida em pormenor; os painéis de vitrais grisaille na galeria da ala oeste são datados de 1542 e 1544, e a ala este foi pavimentada entre 1549 e 1550. O edifício recebeu afrescos e foi mobilado, na década de 1550, no estilo da Escola de Fontainebleau.

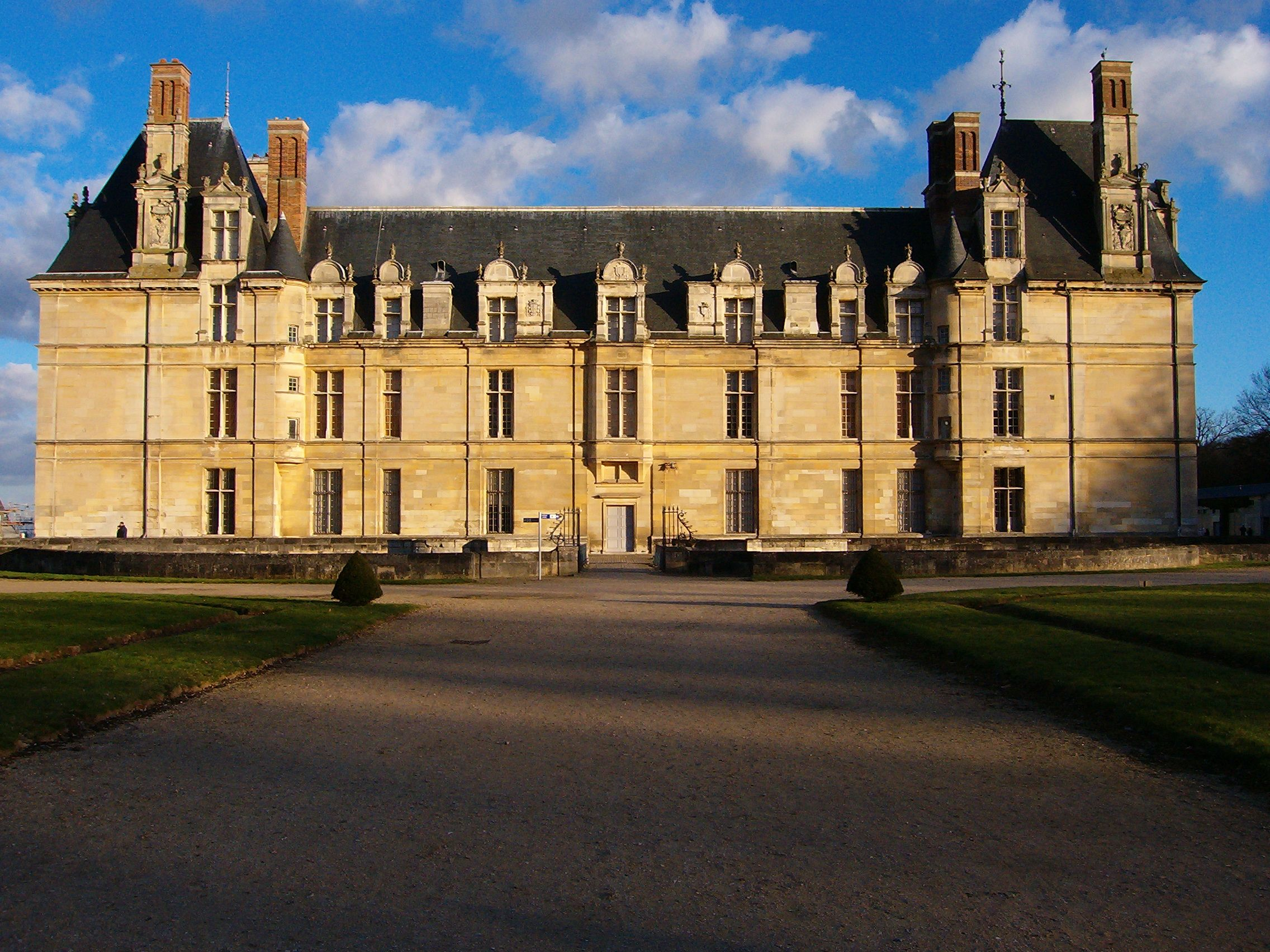
Fachada do Château d'Écouen.

Em 1576, o Château d'Écouen foi ilustrado em gravuras na obra Les Plus excellents bastiments de France (As mais excelentes construções de França), de Jacques Androuet du Cerceau.
Em 1787, a ala este (entrada do palácio) foi demolida pelo proprietário, Luís José de Bourbon, Príncipe de Condé. Quando este foi forçado a fugir para o estrangeiro devido à Revolução Francesa, o Château d'Écouen caiu nas mãos do Estado como um "bien national" (bem nacional).
No século XIX foram feitas muitas alterações no palácio.
Seguindo uma ideia de André Malraux, foi profundamente renovado por arquitectos dos Monuments Historiques (Monumentos Históricos), depois de ter servido como escola para as filhas dos cavaleiros da Légion d'Honneur, entre 1807 1962. Estas obras tiveram como fim instalar no palácio o Musée national de la Renaissance (Museu nacional da Renascença), o qual contém objectos das colecções do Museu de Cluny, nos simpáticos arredores.
Uma série de pequenas exposições, altamente focalizadas, têm estado instaladas no Château d'Écouen ao longo dos anos, desde que o museu abriu totalmente ao público em 1982. É neste museu que se encontram alguns dos pouquíssimos vestígios que restaram do Château de Madrid.

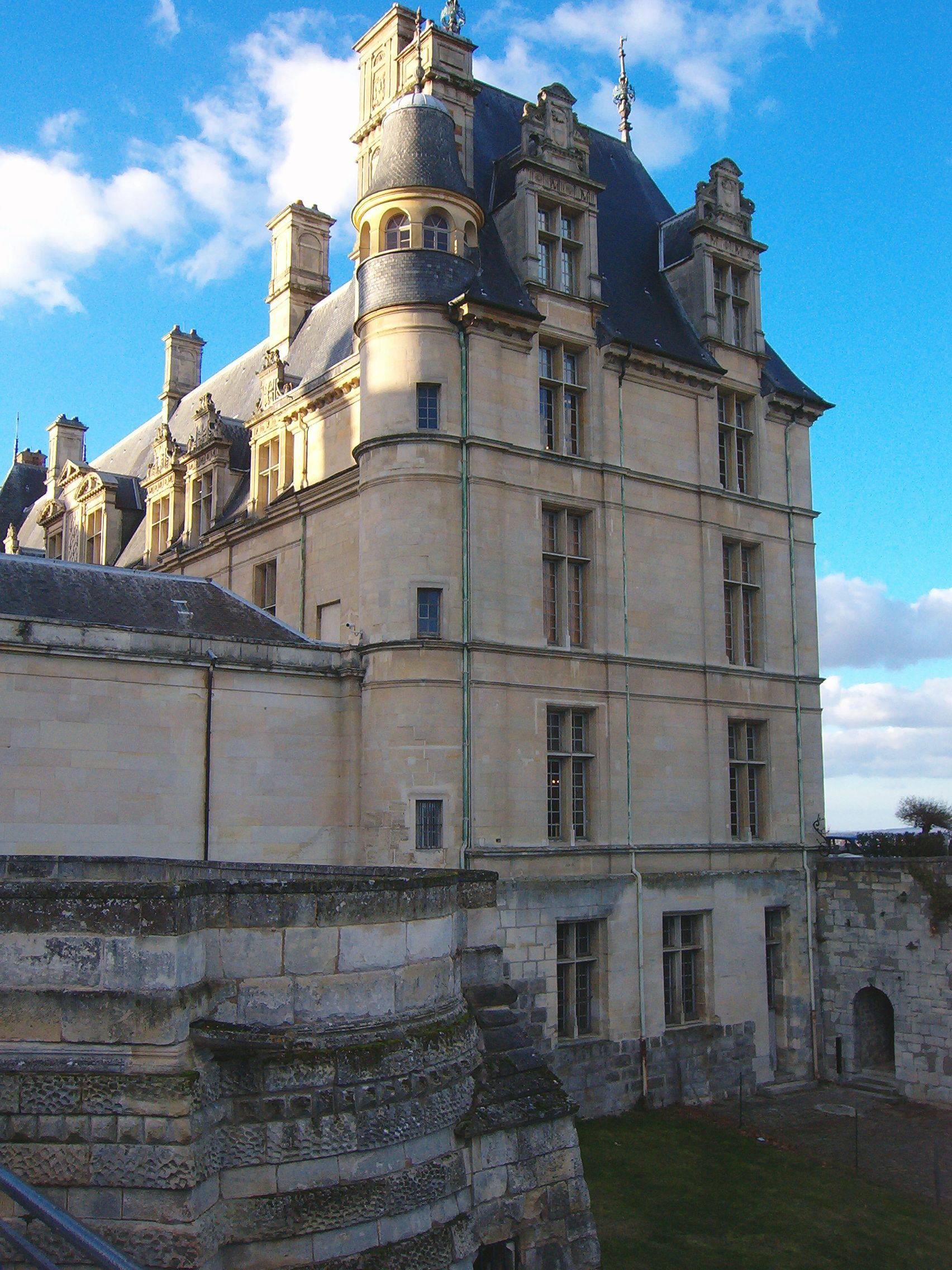
Uma das alas do Château d'Écouen.